# Suore madri pie di Nostra Signora Sede della Sapienza
Le Suore Madri Pie di Nostra Signora Sede della Sapienza, dette semplicemente Madri Pie o anche Franzoniane, sono un istituto religioso femminile di diritto pontificio: i membri di questa congregazione pospongono al loro nome la sigla M.P.

## Storia
La congregazione trae origine da un'opera pia per l'educazione gratuita delle fanciulle del popolo iniziata da Nicoletta Gatti a Sampierdarena: grazie all'interessamento di Domenico Derchi, ricco fabbricante di molini, la direzione dell'opera venne affidata a Paolo Gerolamo Franzoni (1708-1778), che il 3 dicembre 1754 (data ritenuta istitutiva della congregazione) diede alla comunità di maestre una regola ispirata a quella data da san Francesco di Sales alle visitandine.
La compagnia delle Madri Pie venne approvata da Giuseppe Maria Saporiti, arcivescovo di Genova, il 26 novembre 1764 e dal senato della Repubblica di Genova il 22 giugno 1769.
Il 5 luglio 1826, per desiderio del marchese Giacomo Spinola, le religiose fondarono una filiale a Ovada, in Piemonte: la comunità si sviluppò autonomamente dall'istituto di origine e diede origine a una congregazione autonoma di Madri Pie, che ricevette il pontificio decreto di lode il 10 maggio 1958.
I rami genovese e di Ovada della congregazione vennero riuniti il 20 settembre 1976 con decreto della congregazione per i Religiosi.

## Attività e diffusione
Le Madri Pie si dedicano principalmente all'istruzione e all'educazione cristiana della gioventù.
La congregazione conta case in Italia e in Perù; la sede generalizia è a Ovada, in diocesi di Acqui.
Alla fine del 2008 la congregazione contava 79 religiose in 12 case.